# 타라부코

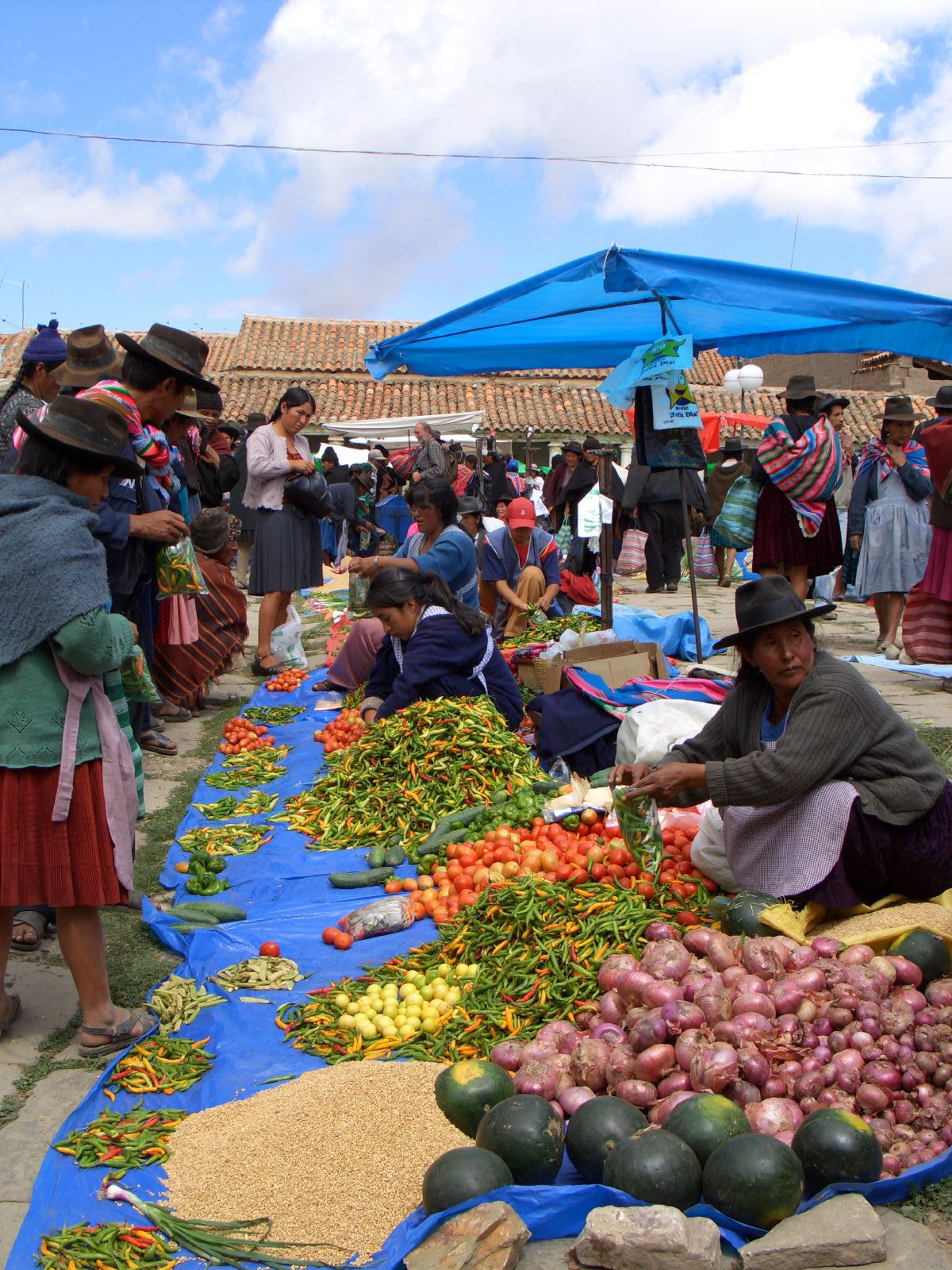
타라부코의 시장

타라부코(스페인어: Tarabuco)는 볼리비아 추키사카 주에 위치한 도시로 면적은 363km2, 높이는 3,290m, 인구는 2,442명(2001년 기준)이다.